# Begraafplaats van Kain
De Begraafplaats van Kain is een gemeentelijke begraafplaats in het Belgische dorp Kain, een deelgemeente van Doornik. De begraafplaats ligt aan de Rue de la Résistance op 250 m ten noorden van het dorpscentrum (Église Notre-Dame de la Tombe). Ze heeft een nagenoeg rechthoekig grondplan en wordt door twee kruisende paden in vier verdeeld. De begraafplaats wordt aan de straatzijde afgesloten door een bakstenen muur en een metalen hek als toegang. 
In het noordwestelijke deel van de begraafplaats ligt een groot perk met meer dan 240 graven van Belgische oud-strijders uit de beide wereldoorlogen.

## Britse oorlogsgraven
Rechts van het centrale pad ligt een perk met 5 Britse gesneuvelden uit de Tweede Wereldoorlog. Zij sneuvelden allen in mei 1940 tijdens de gevechten tegen het oprukkende Duitse leger. Hun graven worden onderhouden door de Commonwealth War Graves Commission waar ze geregistreerd staan onder Kain Communal Cemetery.